# Stefano Cincotta
Stefano Cincotta (* 28. Februar 1991 in Guatemala-Stadt) ist ein ehemaliger guatemaltekisch-deutscher Fußballspieler italienischer Abstammung, der in der Abwehr vorrangig als linker Außenverteidiger eingesetzt wird.

## Kindheit
Stefano Cincotta kam als Sohn einer guatemaltekischen Mutter und eines italienischen Vaters in Guatemala-Stadt zur Welt. Seine Eltern wanderten mit ihm im Kindesalter nach Deutschland aus. Cincotta besitzt die guatemaltekische, die deutsche und die italienische Staatsbürgerschaft.

## Karriere

### Im Verein
Cincotta spielte seit frühester Kindheit für Eintracht Frankfurt. Von den Bambini an durchlief er alle Jugendmannschaften.
2010 ging er zum Erzrivalen Kickers Offenbach in die 3. Liga. Sein Profidebüt gab er am 21. August 2010, als er am fünften Spieltag der 3. Liga gegen den SSV Jahn Regensburg in der 90. Minute für Denis Berger eingewechselt wurde. Die erste Saison lief insgesamt eher durchwachsen, da ihm in neun Saisoneinsätzen ein Einsatz über 90 Minuten verwehrt blieb. In der Reserve kam er zu fünf Einsätzen, die er vom Anfang bis zum Schlusspfiff absolvierte. In der folgenden Spielzeit wirkte er in 19 Drittliga-Partien mit. Sein Vertrag lief bis Sommer 2012.
Mitte Juli 2012 unterschrieb er einen Einjahresvertrag beim Schweizer Zweitligisten FC Lugano. Nach seiner Zeit in Lugano war er im Sommer 2013 zunächst vertragslos, ehe ihn der deutsche Drittligist Wacker Burghausen verpflichtete. Zur Spielzeit 2014/15 wurde er vom Chemnitzer FC verpflichtet und blieb dort bis zum Ende der Saison 2016/17. Danach schloss sich Cincotta der SV Elversberg in der Regionalliga Südwest an. Zum Anfang der Saison 2018/19 wurde er nur noch für die zweite Mannschaft eingeplant, die in der Saarlandliga antritt. Daraufhin verließ Cincotta die SV Elversberg und wechselte zum Fußballclub CD Guastatoya nach Guatemala, der in der dortigen ersten Liga, der Liga Nacional de Guatemala, spielt. Hier blieb Cincotta bis zum Ende der Saison und wurde Meister der Apertura, bevor er zur neuen Spielzeit zum Club Social y Deportivo Comunicaciones wechselte. Im Januar 2020 verließ Cincotta den Verein und wechselte zu Cobán Imperial. Dort spielte er allerdings nur bis Mitte März und seitdem war der Außenverteidiger ohne neuen Verein. Danach kehrte Cincotta nach Deutschland zurück und gab gut ein halbes Jahr später das Ende seiner aktiven Karriere bekannt.

### Nationalmannschaft
Cincotta wäre für die Nationalmannschaften von Deutschland, Guatemala und Italien spielberechtigt. Er spielte ab der U-17 zunächst für Deutschland. Cincotta lief jeweils fünfmal für die U-17, die U-19 und die U-20 des DFB auf.
Im März 2015 wurde er erstmals für ein Länderspiel der A-Nationalmannschaft Guatemalas nominiert. Sein Länderspieldebüt feierte er am 27. März 2015, als er bei der 0:1-Niederlage im Freundschaftsspiel gegen Kanada in der 61. Minute für Moises Hernandez eingewechselt wurde. Mit Guatemala nahm er am CONCACAF Gold Cup 2015 teil. Sein erstes Länderspieltor erzielte Cincotta am 16. Juni 2015 in der WM-Qualifikation; gegen Bermuda traf er zum 1:0-Sieg. Sein letztes von 17 Länderspielen absolvierte er am 17. November 2019 beim 5:0-Sieg in der CONCACAF Nations League gegen Puerto Rico.

## Erfolge
- Guatemaltekischer Meister: Apertura 2018/19